# Ola Ehn
Ola Ehn, född 17 oktober 1933 i Vaksala prästgård, död 24 mars 1988, var en svensk kulturhistoriker.

## Biografi

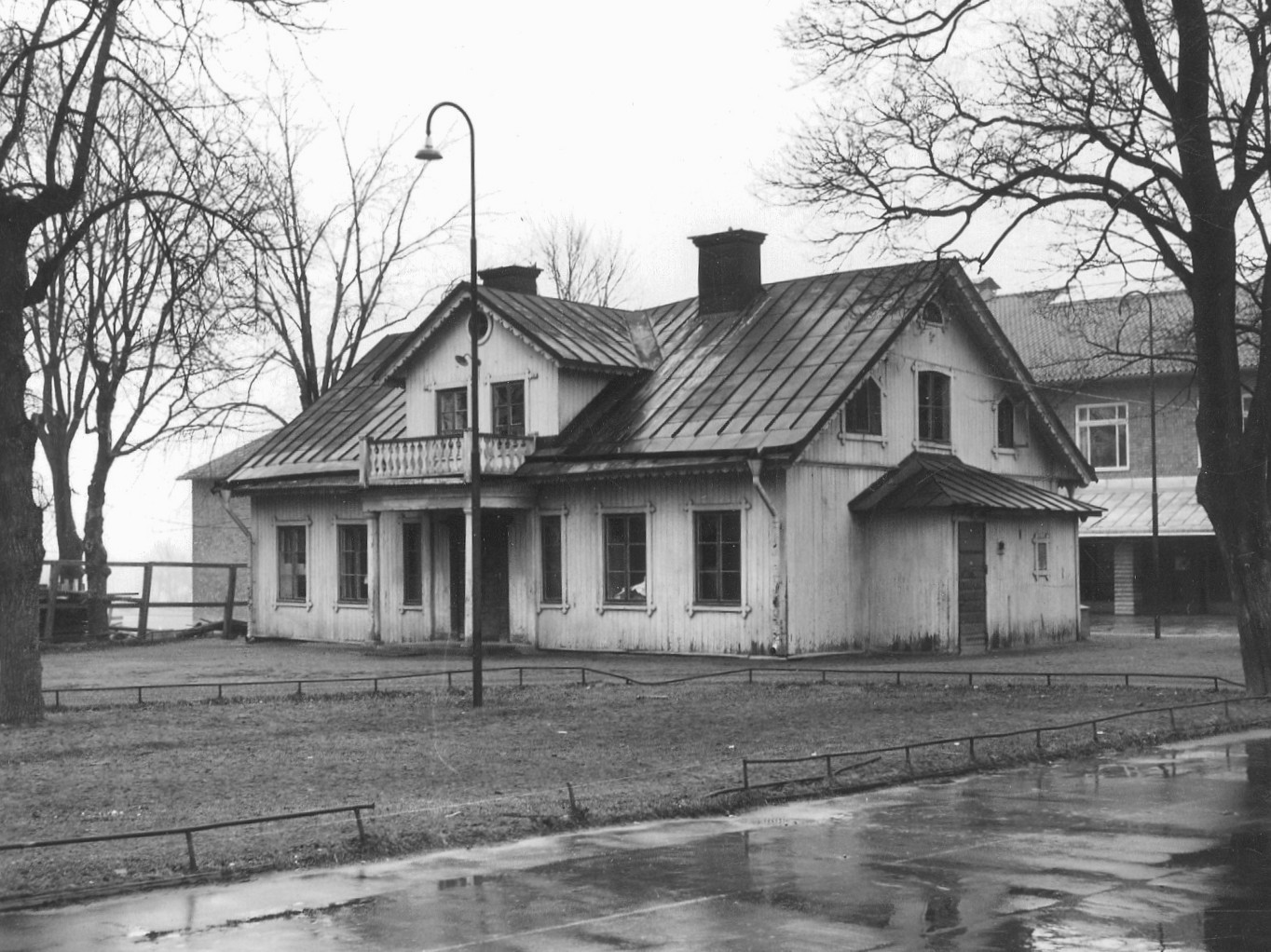
Gubbängens gård fotografi av Ola Ehn taget den 14 april 1965 "inför rivning".

Ola Ehn var son till kyrkoherden i Vaksala Oscar Ehn, gick i skola i Vaksala kyrkskola och avlade 1953 studentexamen vid Högre allmänna läroverket i Uppsala. Under hans ungdom pågick inkorporerandet av Sala backe i Uppsala stad, något som väckte starka känslor hos många av sockenborna. Som ung var Ehn en skicklig tecknare och upprätthöll nära kontakter med Vaksalakonstnärerna Gusten Widerbäck, Jonas Lindkvist och Bror Eriksson. Efter utlandsresor inledde han sina studier vid Uppsala universitet där konsthistoria blev Ehns huvudämne vid sidan om nordisk fornkunskap och nordisk och jämförande folklivsforskning. Hans kandidatuppsats om uppländskt allmogemåleri kom senare att utvecklas i hans 1979 utgivna Rosor och flammande tulpaner. Ehn var aktiv inom Uplands nation och en tid dess förste kurator. Han kallades senare till hedersledamot av nationen. Ehn kom särskilt att intressera sig för nationshusens historia, och utgav ett flertal skrifter i ämnet, främst De första nationshusen (1977). 
Sin yrkesmässiga skolning erhöll Ehn av Nils Sundquist, 1958-63 var han amanuens vid Upplandsmuseet, och anställdes därefter vid Stockholms stadsmuseums byggnadsavdelning, där han bland annat bidrog med byggnadshistoriska kunskaper i samband med de omfattande saneringsarbetena i Gamla stan. Det var bland annat Ehns utredningar som gav nya argument som ledde till att Räntmästarhuset byggnadsminnesförklarades 1967. År 1968 blev Ola Ehn chef för den nybildade vårdsektionen vid Riksantikvarieämbetet. Samma år lade han fram sin licentiatavhandling i konsthistoria, Uppsala stadsbild, stadens begynnade omvandling 1809-1867. År 1969 utsågs Ehn till landsantikvarie och chef för Upplandsmuseet, en post han innehade fram till 1988 och var samtidigt redaktör för årsboken Uppland. Därutöver var Ola Ehn ledamot i Naturhistoriska riksmuseets styrelse, av Bruno Liljeforsstiftelsen, Uppsala stads historiekommitté, Länsmuseernas samarbetsråd och ledamot av Gustav Adolfsakademien. Han var även sekreterare i Upplands fornminnesförening och hembygdsförbund.